# Pedro Menéndez de Avilés

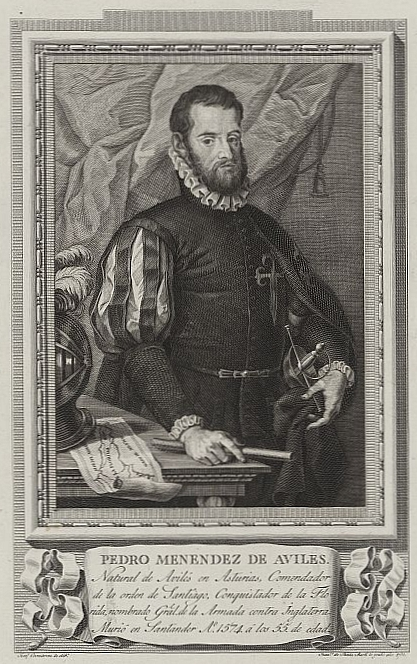
Pedro Menéndez de Avilés

Pedro Menéndez de Avilés (Avilés, aprile 1519 – Santander, 17 settembre 1574) fu il primo governatore spagnolo della Florida. Fondò la città di San Agustín il 28 agosto 1565, il primo insediamento europeo negli attuali Stati Uniti.

## Biografia
Pedro Ménendez Aviles, proveniente da una famiglia facoltosa di origine nobile, cominciò la sua carriera come marinaio all'epoca di Carlo I come corsaro nel mar Cantabrico, combattendo contro i francesi ed i pirati che infestavano quel mare.
All'età di 46 anni raggiunse il massimo grado nella marina spagnola. Nel 1554 fu al comando della flotta che portava il re Filippo II in Inghilterra per il matrimonio con Maria. Nel 1556 venne nominato capitano generale dell'armata delle Indie e l'anno seguente partecipò alla battaglia di San Quintino. Nel 1561 comandò una grande fotta di galeoni che trasportavano metalli preziosi dal Messico in Spagna. Quando arrivò in Spagna chiese il permesso di ritornare alla ricerca di una nave persa, ma il permesso gli venne rifiutato; in quella nave viaggiavano suo figlio ed altri parenti ed amici. Successivamente, con molto ritardo, la sua petizione venne accolta alla condizione che avrebbe dovuto esplorare e colonizzare la Florida. Per questo motivo finanziò personalmente una spedizione, ma quando stava per salpare arrivò l'ordine che avrebbe dovuto eliminare ogni protestante che si trovasse lì o in qualunque angolo delle Indie.
Arrivò a destinazione il 28 agosto 1565, giorno di Sant'Agostino. Qui si incontrò con una colonia di protestanti francesi a St. Johns, contro la quale combatté uscendone vincitore, iniziando così il dominio spagnolo in quei territori. Dopo questi fatti attraversò il mar dei Caraibi alla caccia dei pirati e ritornò in Spagna nel 1567. Nel 1568 fu nominato governatore di Cuba, e fece realizzare la prima carta geografica dell'isola caraibica. Morì al suo ritorno in Spagna a Santander, quando il re gli aveva chiesto di organizzare un'armata per attaccare l'Inghilterra.